# Clan Kyōgoku

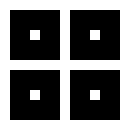
Mon du clan Kyōgoku.

Le clan Kyōgoku (京極氏, Kyōgoku-shi) est un clan du Japon médiéval qui descend de Sasaki Ujinobu. Le clan, installé dans la province d'Ōmi, fut notamment en conflit avec le clan Asakura de la province d'Echizen. Il prit la possession de la province d'Oki lors de la période Muromachi.